# Dąbrowy Seroczyńskie
Dąbrowy Seroczyńskie este o arie protejată (sit de importanță comunitară — SCI) din Polonia întinsă pe o suprafață de 549,19 ha, integral pe uscat.

## Localizare
Centrul sitului Dąbrowy Seroczyńskie este situat la coordonatele 52°00′43″N 21°59′17″E / 52.012°N 21.988°E.

## Înființare
Situl Dąbrowy Seroczyńskie a fost declarat sit de importanță comunitară în aprilie 2004 pentru a proteja 1 specie de animale.

## Biodiversitate
Situată în ecoregiunea continentală, aria protejată conține 3 habitate naturale: Mlaștini turboase de tranziție și turbării mișcătoare, Păduri de stejar și carpen Galio-Carpinetum, Păduri stepice euro-siberiene cu Quercus spp..
La baza desemnării sitului se află o specie protejată de  amfibieni: triton cu creastă (Triturus cristatus).